# Dennis Kaupp

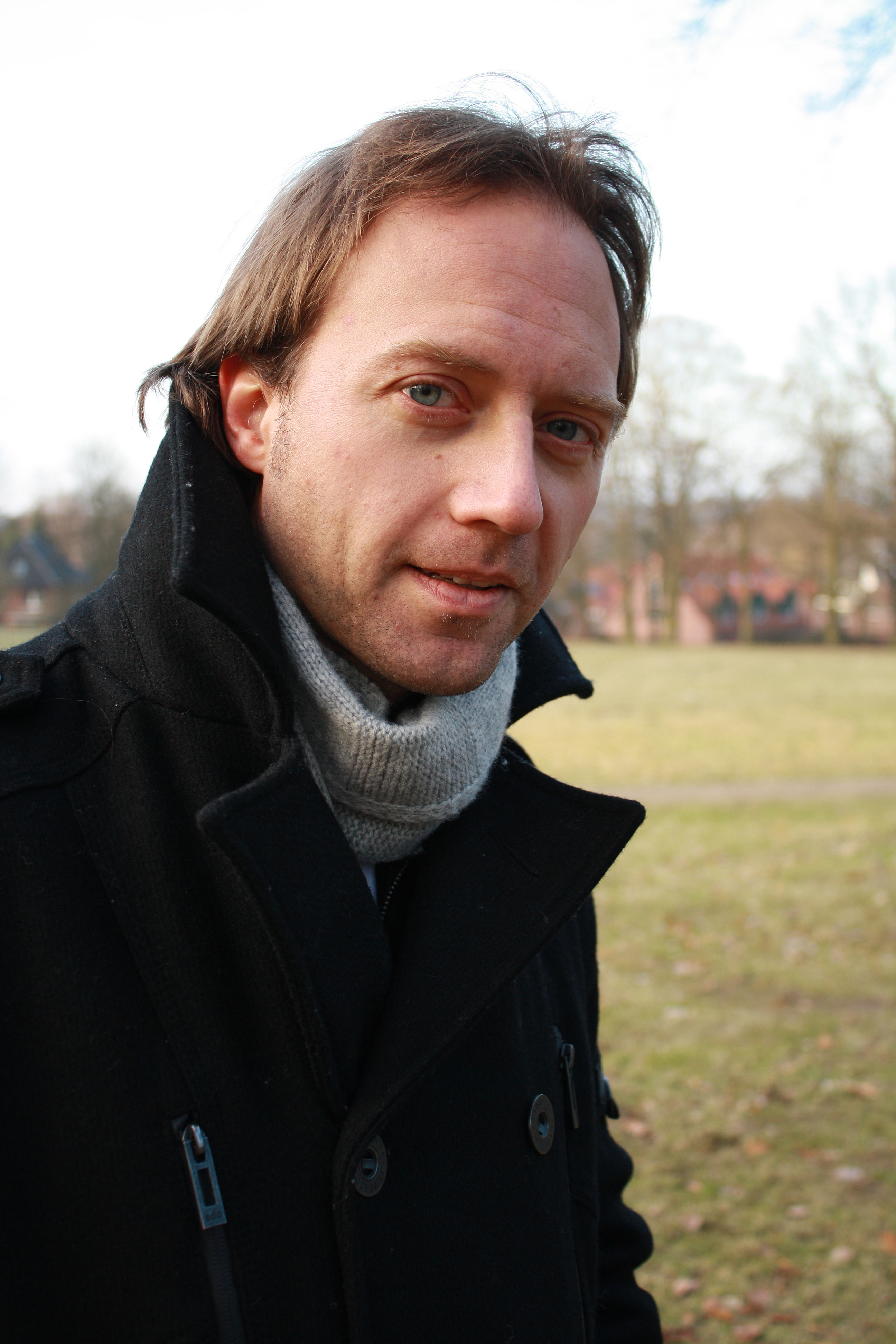
Dennis Kaupp (2009)

Dennis Kaupp (* 26. Juli 1972 in Stuttgart) ist ein deutscher Autor, Redakteur und Schauspieler.

## Leben und Wirken
Dennis Kaupp wuchs in Stuttgart auf und absolvierte 1992 sein Abitur am Friedrich-Eugens-Gymnasium. In Stuttgart studierte er im Anschluss drei Jahre lang Informationswissenschaften mit dem Schwerpunkt Medien. Nebenbei war Kaupp als freier Mitarbeiter bei den Stuttgarter Nachrichten, der dpa und Sat.1 aktiv.
1998 arbeitete er zunächst beim SWR, wechselte 2002 jedoch zum NDR Fernsehen und führte seine Tätigkeit dort fort. Kaupp agierte bei diversen Unterhaltungsshows, aber auch beim Politmagazin Panorama als Regisseur und Autor.
Dennis Kaupp ist seit 2002 zudem Autor beim politischen Satiremagazin Extra 3 und steht in diversen Beiträgen auch vor der Kamera. Kaupp interviewt regelmäßig Johannes Schlüter (Jesko Friedrich), welcher in jeder Folge einem anderen Beruf nachgeht („Verbrennflaggenproduzent“, „Bush-Pilot“, „Trump-Pilot“ etc.) und kritische Fragen gestellt bekommt.
Zudem schreibt Kaupp zusammen mit Friedrich die Texte der Extra-3-Songs (z. B. Putin Kampfschlumpf) und singt diese auch selbst ein.
Von 2005 bis 2008 produzierten Dennis Kaupp und Jesko Friedrich ihre eigene Comedysendung Sehr witzig für den NDR. Beide waren für die Regie und das Schreiben der Sketche verantwortlich und zugleich auch Hauptdarsteller der Sendung. Ab 2009 waren beide dann in der Sendung Dennis und Jesko, dem Nachfolger von Sehr witzig, zu sehen.
Im Jahr 2012 veröffentlichten Kaupp und Friedrich das Buch Ich bin zu viele – die 23 irren Leben des Johannes Schlüter.
Im April 2016 publizierten Kaupp und Friedrich bei Extra 3 ihren Song Erdowie, Erdowo, Erdogan, einen satirischen Clip über den türkischen Präsidenten Recep Tayyip Erdoğan. Dieser fühlte sich beleidigt und bestellte zweimal den deutschen Botschafter Martin Erdmann ein. Der Song zog die Böhmermann-Affäre nach sich.
Vom 18. November bis zum 2. Dezember 2016 produzierte er mit seinem Kollegen Jesko Friedrich die 3-teilige „Shockumentary“ Die Geisterjäger auf dem Onlinesender Massengeschmack-TV.
Seit 2016 arbeiten Kaupp und Friedrich als Autoren für das Format Wumms von Funk. Hier zeichnen sie für satirische Sportsongs und die Zeichentrickserie Monsters of Kreisklasse verantwortlich.

## Auszeichnungen
2009 erhielten Kaupp und Friedrich den Adolf-Grimme-Preis für ihre Extra-3-Rubrik Johannes Schlüter.
2013 erhielt Dennis Kaupp zusammen mit Jesko Friedrich den Juliane-Bartel-Preis für den Extra-3-Einspielfilm Schlüter: So wird die Frau zum Mann.
2016 erhielt er mit Extra 3 den deutschen Comedypreis.
2018 erhielt Kaupp mit Extra 3 den deutschen Fernsehpreis.
Im Mai 2019 erhielt die Redaktion von wumms für das Video Monsters of Kreisklasse gegen Religionen den Civis.

## Trivia
- Kaupp ist bis heute Mitglied der Band theBirdmen aus Stuttgart.